# Doomsday (film, 1928)
Pour les articles homonymes, voir Doomsday.
Pour plus de détails, voir Fiche technique et Distribution.
Doomsday est un film américain réalisé par Rowland V. Lee, sorti en 1928.

## Synopsis
Après la guerre, Mary Viner, une aristocrate, vit avec son père Hesketh Viner, un retraité de la marine handicapé, dans un cottage dans le Sussex. Cette maison est sur Doomsday, une vaste propriété, sur laquelle vit aussi Arnold Furze, un jeune fermier, et ils ne tardent à tomber amoureux.
Le propriétaire de Doomsday, Percival Fream, un homme mûr, est lui aussi attiré par Mary et espère épouser ainsi une aristocrate pour y gagner un statut social. Il lui fait part de ses intentions, et elle ne peut résister au style de vie qu'il peut lui offrir. Malgré son amour pour Arnold, elle accepte d'épouser Percival. Après le mariage, ils laissent Hesketh aux soins d'une infirmière et partent sur le continent. Ils y passent un an, Percival offre à sa femme des bijoux et de belles robes, mais elle trouve qu'il ne la traite que comme l'une de ses possessions qu'il peut montrer à ses amis.
Lorsqu'elle apprend que son père est mort, elle demande l'annulation du mariage. Désormais sans argent et sans endroit pour vivre, Mary finit par demander à Arnold de la loger et de la prendre comme gouvernante. Se sentant toujours trahi, Arnold accepte néanmoins, mais il la traite durement pendant les six mois qui suivent. Mais finalement leur ancien amour renaît et ils retrouvent le bonheur ensemble.

## Fiche technique
- Titre original : Doomsday
- Réalisation : Rowland V. Lee
- Scénario : Donald W. Lee, d'après le roman Doomsday de Warwick Deeping (en)
- Adaptation : Doris Anderson
- Intertitres : Julian Johnson
- Costumes : Travis Banton
- Photographie : Henry W. Gerrard
- Montage : Robert Bassler
- Production : Jesse L. Lasky, Rowland V. Lee, Hector Turnbull, Adolph Zukor
- Société de production : Paramount Famous Lasky Corporation
- Société de distribution : Paramount Pictures
- Pays de production :  États-Unis
- Langue originale : anglais
- Format : noir et blanc — 35 mm — 1,37:1 — Film muet
- Genre : drame
- Durée : 65 minutes
- Date de sortie :
  - États-Unis : 18 février 1928

## Distribution
- Florence Vidor : Mary Viner
- Gary Cooper : Arnold Furze
- Lawrence Grant : Percival Fream
- Charles A. Stevenson : Capitaine Hesketh Viner
- Tom Ricketts : le majordome de Percival
- Frederick Sullivan : l'associé de Percival